# مارغيريتا فارنيزي
مارغيريتا فارنيزي (Margherita Farnese) (بارما، 7 نوفمبر 1567 - بياشنسا، 13 أبريل 1643) نبيلة بارمية.
مارغيريتا هي ابنة ألساندرو فارنيزي دوق بارما وبياشنسا، وماريا أفيس .وهي أخت رانوتشيو الأول دوق بارما وكانت هي وأخوتها على خط الأولى لتولى عرش البرتغالي من خلال أزمة 1580.
لها نفس اسم جدتها لأبيها مارغيريتا هابسبورغ ابنة الإمبراطور كارل الخامس غير الشرعية.
تزوجت ببياشنسا في الثاني من مارس سنة 1581 من فينشينسو الأول غونزاغا دوق مانتوفا مستقبلاً ابن غولييلمو غونزاغا وإليونورا هابسبورغ. ربما كان الهدف السياسي من الزواج إيجاد تحالف مناوئ لفلورنسا بين عائلتي غونزاغا وفارنيزي. تجاوز الزواج ولا شك العداوة القديمة بين العائلتين التي تعود إلى تخطيط فيرانتي الأول غونزاغا سنة 1547 لمؤامرة ضد بيير لويجي فارنيزي أول دوق لبارما وبياشنزا.
أقيم الزفاف بمانتوفا في الثلاثين من أبريل سنة 1581.
و لكن بسبب تشوه خلقي لم تتمكن مارغيريتا من استنفاد المعاشرة، لذلك تم إلغاء الزواج في 26 مايو 1583. وكانت مارغيريتا قد عادت إلى بارما رفقة شقيقها رانوتشو الأول فارنيزي بعد عام من الزواج.
لعدم قدرتها إنجاب الأطفال، اضطر مارغيريتا لدخول الدير. أصبحت راهبة في دير سان باولو باسم الاخت ماورا لوشينيا.
بعد 1616، تدخلت الاخت ماورا مدعومة بالمساعدات الاقتصادية التي يمنحها المتعبدين لإتمام كنيسة القديسين جرفازو وبروتاسو بينما هي اليوم مكرسة للقديس فرانسيس، وفقاً لمشروع جامباتيستا فورنوفو.
بينما تزوج فينشينسو سنة 1584 من إليونورا دي ميديشي وكان له معها ستة من الأبناء.